# Католицька церква в Австрії
Като́лицька це́рква в А́встрії — найбільша християнська конфесія Австрії. Складова всесвітньої Католицької церкви, яку очолює на Землі римський папа. Керується конференцією єпископів. Станом на 2004 рік у країні нараховувалося близько 5 755 000 католиків (72,1% від усього населення). Існувало 12 діоцезій, які об'єднували 3058 церковних парафій.  Кількість  священиків — 4360 (з них представники секулярного духовенства — 2629, члени чернечих організацій — 1731), постійних дияконів — 425, монахів — 2374, монахинь — 5220.

## Статистика
| Церкви Австрії |           |            |        |                |       |
| Рік            | Населення | Католицька | %      | Протестантська | %     |
| 1951           | 6,933,905 | 6,170,084  | 89.0 % | 429,493        | 6.2 % |
| 1961           | 7,073,807 | 6,295,075  | 89.0 % | 438,663        | 6.2 % |
| 1971           | 7,491,526 | 6,548,316  | 87.4 % | 447,070        | 6,0 % |
| 1981           | 7,555,338 | 6,372,645  | 84.3 % | 423,162        | 5,6 % |
| 1991           | 7,795,786 | 6,081,454  | 78.0 % | 338,709        | 5.0 % |
| 2001           | 8,032,926 | 5,915,421  | 73.6 % | 376,150        | 4.7 % |
| 2011           | 8,408,121 | 5,403,722  | 64.3 % | 319,752        | 3.8 % |
| 2015           | 8,699,730 | 5,211,422  | 59.9 % | 304,259        | 3.5 % |

## Історія

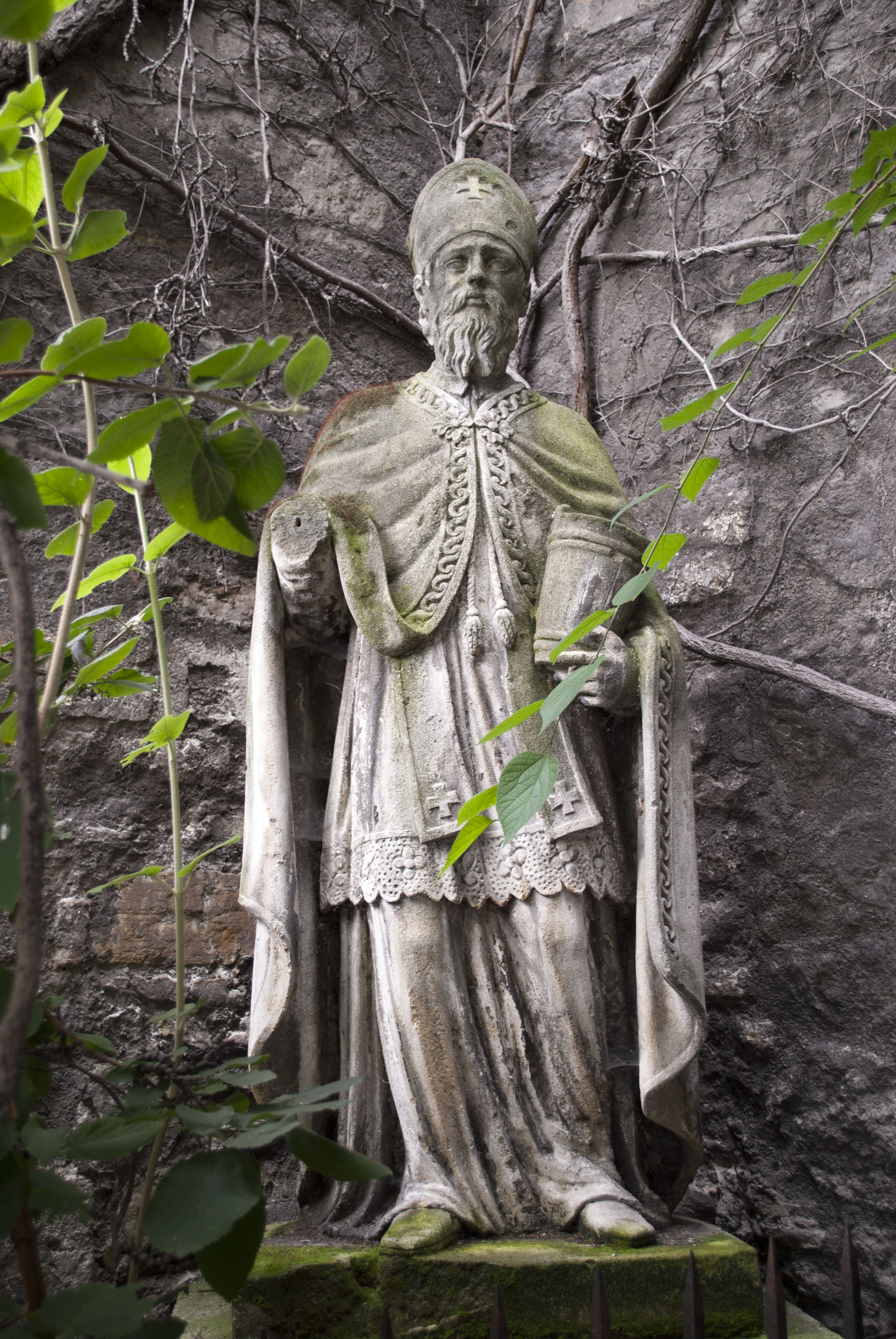
Святий Руперт

Перші християни стали з'являтися на території сучасної Австрії наприкінці II століття. Під час правління римського імператора Діоклетіана тут прийняли мучеництво святий Флоріан і єпископ Петтавії Вікторин. У IV—V століттях в Австрії стали виникати перші організаційні структури Римсько-Католицької Церкви: єпархії в містах Вірін (нині — Цолльфельд), Теурнія (в даний час ортстайль Санкт-Петер-ім-Хольц громади Лендорф-ім-Драуталь), Агунт (Лінц), Курія (Кур), Лауріак (Лорх). У VI столітті в Австрії займалися місіонерською діяльністю серед німецьких племен ірландські ченці, які прибули сюди після розорення монастирів на Британських островах англами і саксами. Святий єпископ Руперт близько 700 року заснував абатство святого Петра, біля якого стало виникати місто Зальцбург. У 710 році у Зальцбурзі була заснована Зальцбурзька єпархія, яка стала пізніше центром поширення християнства в Австрії і на слов'янських землях. Із Зальцбурга католицькі місіонери прибували до Моравії. Зальцбурзьке єпископство вважало землі західних слов'ян своєю територією, тому було проти чужих місіонерів, які займалися там місіонерством. Ця ситуація призвела до конфлікту зі святими Кирилом і Мефодієм, які в той час займалися християнізацією західних слов'ян.

### Середньовіччя
Після навали угорців у X столітті католицькі структури в Австрії занепали. У XII столітті в Австрії стали виникати численні католицькі монастирі, які стали центрами освіти. У XVI столітті до Австрії з Німеччини почали проникати ідеї Реформації. До 1570 року майже усюди були поширені реформаторські ідеї Реформації протистояв імператорський уряд, а також єзуїти, які засновували в Австрії різні навчальні установи, були оплотом католицизму. Серед таких навчальних закладів найбільш відома колегія у Відні, заснована у 1552 році. Католицизм почав поступово зміцнюватися в Австрії з кінця XVI століття і у першій половині XVII століття за правління імператорів Священної Римської імперії Рудольфа II, Маттіаса та Фердинанда II. Остаточно католицизм укріпив свої позиції над Реформацією після Тридцятилітньої війни 1618—1648 рр.

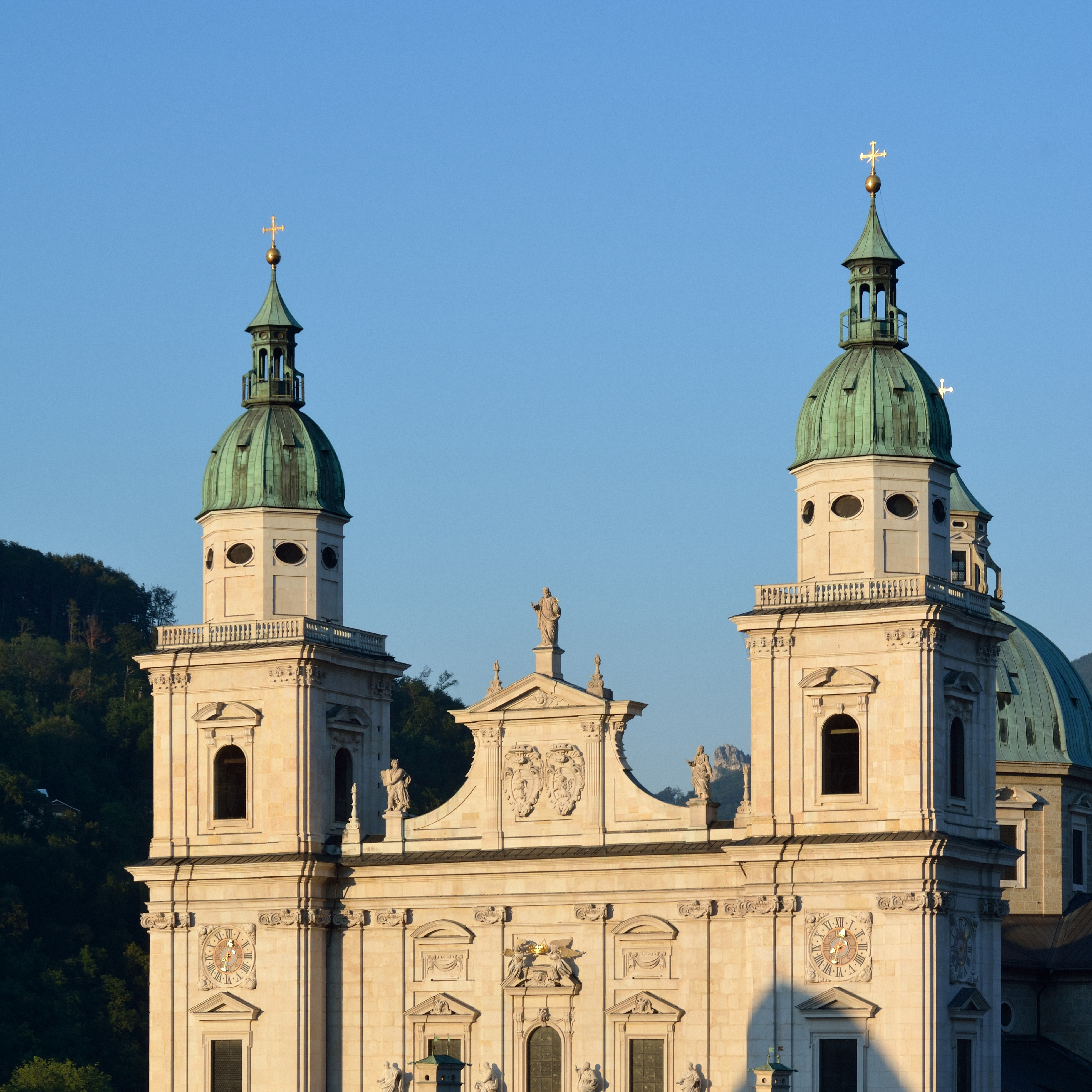
Зальцбурзький собор

### XVIII—XIX століття
У XVIII—XIX століттях в Австрії поширювався релігійно-політичний рух йосифізм, що отримав свою назву від імені імператора Йосифа II. За правління імператора Йосифа II виникали численні католицькі навчальні заклади, відкривалися нові парафії, але при цьому гнобилися чернечі ордени. Католицька Церква потрапила в залежність від держави. Рух засуджувався Святим Престолом, що призводило до постійних конфліктів імператорського дому з Ватиканом. 18 серпня 1855 року, між Австрією і Ватиканом було укладено конкордат, що поклав кінець йосіфізму у відносинах між державою і Церквою.
Наприкінці XVIII — на початку XIX століття став посилюватися католицький вплив на австрійське суспільство. У той час у Відні виник рух, заснований святим Климентом Хофбауером, навколо якого збиралася австрійська еліта.
У середині XIX століття ліберальні політики намагалися законодавчо обмежити вплив Католицької церкви на австрійське суспільство. Після грудневої Конституції 1867 року були проведені реформи, що суперечать укладеному в 1855 році конкордату. Під тиском імператора і уряду австрійські єпископи увійшли до лав опозиції на I Ватиканському Соборі, рішення якого імператор використовував для розриву конкордату з Ватиканом.

### XX століття
Після I Світової війни в Австрії була утворена Республіка. У 1922—1924 рр. і 1926—1929 рр. посаду канцлера Австрійської Республіки займав католицький священик Ігнац Зейпель, який в боротьбі проти марксистського і нацистського впливу вживав авторитарні методи в політичній боротьбі. Його наступник Енгельберт Дольфус, спираючись на підтримку Католицької Церкви, створив в Австрії авторитарну державу. У 1933 році був укладений новий конкордат між Австрією і Ватиканом.
Під час німецької окупації Католицька церква зазнала утисків з боку нацистської влади. У цей час було закрито багато католицьких монастирів, освітніх установ Католицької Церкви. Багато віруючих Католицької Церкви в цей час активно чинили опір окупаційній владі. Символом громадянської непокори став Франц Ягерштеттер, котрий відкрито заявляв про своє неприйняття нацистських поглядів. У 2007 році Франц Ягерштеттер був зарахований Римсько-Католицькою Церквою до лику блаженних.
У 1957 році австрійський уряд підтвердив укладений в 1933 році конкордат з Ватиканом.
Папа Римський Йоанн Павло II відвідав Австрію у 1983, 1988 і 1998 роках.
В даний час в Австрії діють 2 архиєпархії, 7 єпархій, 1 військовий ординаріат і 1 ординаріат для греко-католиків, 1 територіальне абатство. Чисельність римо-католиків становить близько 6 мільйонів 300 тисяч осіб і греко-католиків близько 5 тисяч осіб.

## Структура
- Архідієцезія Зальцбурга
  - Дієцезія Грац-Зеккау
  - Дієцезія Гурка
  - Дієцезія Інсбрука
  - Дієцезія Фельдкірха
- Архідієцезія Відня
  - Дієцезія Айзенштадта
  - Дієцезія Ліинца
  - Дієцезія Санкт-Пельтена

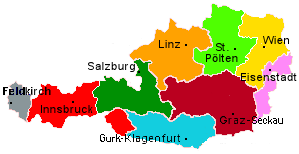
Структура з 1968

- Територіальне абатство Веттінген-Мерерау
- Військовий ординаріат Австрії
- Ординаріат для греко-католиків в Австрії